# El descenso del Ganges

El lado derecho del relieve con figuras de leones y kinnaras, en frente están turistas extranjeros y un guardia, 1961.

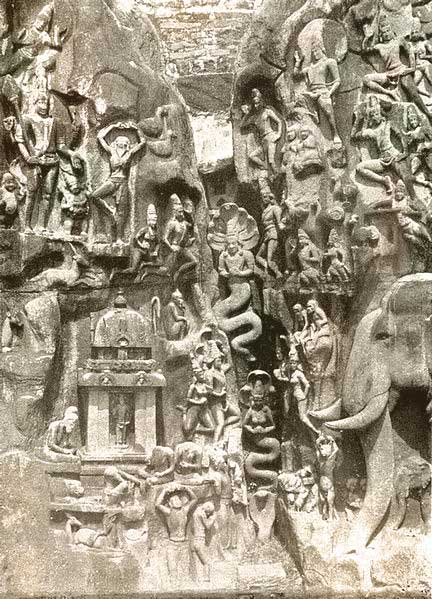
Detalle de la hendidura del relieve.

El descenso del Ganges en Mahabalipuram, en el estado de Tamil Nadu en la India, es uno entre el grupo de monumentos de la zona que fueron designados como Patrimonio de la Humanidad por la Unesco en 1984. Mide 29 m de largo por 6-13 m de alto según el punto donde se mida y es un gigantesco relieve tallado al aire libre sobre una roca monolítica de granito. Los monumentos y santuarios fueron construidos por los reyes Pallava durante los siglos VII y VIII. La teoría más aceptada es que la leyenda representada en el relieve es la historia del descenso del río sagrado Ganges desde los cielos a la Tierra guiado por el rey Bhagiratha, lo que estaría relacionado con la creencia de que las aguas del Ganges poseen propiedades sobrenaturales. Las dos interpretaciones, tanto el descenso del Ganges como la Penitencia de Arjuna, están representados en esta roca, en el patrimonio de la humanidad Pallava.

## Dos interpretaciones

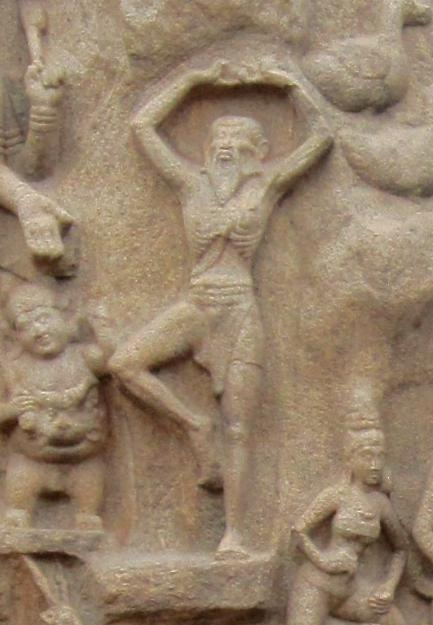
Detalle de la Penitencia de Arjuna.

En una interpretación, se cree que una figura del bajorrelieve que está de pie sobre una pierna es Arjuna realizando una tapas de austeridad (parecido al concepto de penitencia que en el hinduismo se relaciona con obtención de poder, no con purificación de los pecados como en el catolicismo) para recibir una bendición de Shiva que le ayude en su lucha en la guerra del Mahábharata (la bendición que se dice que recibió Arjuna fue Pasupata, el arma más poderosa de Shiva).
El bajorrelieve se encuentra en una roca con una hendidura. Sobre la hendidura hay un estanque tallado en la piedra que acumula agua recogiendo la de lluvia, y, según el momento, es posible que el agua fluya por la hendidura. Se dice que las figuras que aparecen en ella representan a Ganga (divinidad del Ganges) o al río Ganges y a Shiva. Esto proporciona una base para una interpretación alternativa del mural en la que, en vez de  Arjuna, sería Bhagiratha el que estaría realizando las posiciones de austeridad para que Ganga pudiera descender a la Tierra y cubriese así las cenizas de sus parientes, liberándolos de sus pecados. Cuando más tarde el rey se dio cuenta de que tal descenso provocaría la inundación de la Tierra tuvo que realizar penitencia para conseguir la intervención de Shiva, que interpuso su melena. Así, el Ganges cae primero sobre el pelo de Shiva y desde su pelo se divide en multitud de arroyos siguiendo el fluir de los mechones del dios. El simbolismo de la obra permite que las dos interpretaciones sean factibles, pues ambas eran favorables para los gobernantes Pallava: una como símbolo de poder y otra como símbolo de la purificación del agua.
A la izquierda del bajorrelieve se encuentra una pequeña cueva transformada en un templo con columnas llamado Mandapa de Pancha Pandava.

## Figuras
Se supone que la roca fue elegida por la hendidura natural que permitió construir la escena con menor esfuerzo. La hendidura está ocupada por figuras de nagas mientras que la de la izquierda, apoyada en una sola pierna y con los brazos alzados hacia el cielo, es el propio Arjuna/Bhagiratha. La gran profusión de dioses, diosas, seres mitológicos y animales (que incluyen elefantes a tamaño natural) se encuentran en el lugar para ser testigos del increíble acontecimiento del descenso del río. El bajorrelieve se centra en la representación de ese momento pero el conjunto completo es una narración mucho más amplia sin un orden demasiado concreto.
Una de la más notables y quizá irónicas figuras del bajorrelieve es la de un gato sosteniéndose sobre una sola pata (aparentemente en posición de austeridad). Puede que guarde relación con el Panchatantra, donde un gato que se hace pasar por asceta engaña a un pájaro y a una liebre para que se acerquen, y cuando están lo bastante cerca los devora.